# Prvenstvo Hrvatske u ragbiju 1997./98.
Prvenstvo Hrvatske u ragbiju za 1997./98. je prvi put u povijesti osvojila Makarska rivijera.

## Ljestvica
| mj | klub              | ut | pob | ner | por | poeni   | bod |
| -- | ----------------- | -- | --- | --- | --- | ------- | --- |
| 1. | Makarska rivijera | 8  | 7   | 1   | 0   | 293:85  | 23  |
| 2. | Nada Split        | 8  | 5   | 2   | 1   | 301:121 | 20  |
| 3. | Sinj              | 8  | 3   | 1   | 4   | 119:239 | 15  |
| 4. | Zagreb            | 8  | 3   | 0   | 5   | 168:138 | 14  |
| 5. | Lokomotiva Zagreb | 8  | 0   | 0   | 8   | 102:400 | 8   |